# New public management
New public management (NPM) er et system inden for ledelse, der er benyttet af de offentlige forvaltninger siden 1980'erne med det formål at effektivisere den offentlige sektor. New public management er et bredt og meget komplekst begreb, der beskriver de reformer, der har benyttet ledelsesværktøjer fra den private sektor i den offentlige sektor. Begrebet blev første gang lanceret af den engelske forsker Christopher Hood i 1991.

## Grundlæggende teser
I økonomisk henseende er NPM baseret på liberalistisk markedsøkonomi. Effektiviseringen af den offentlige sektor ønskes foretaget gennem udlicitering, privatisering og fri konkurrence mellem udbydere af offentlige tjenester. Kontrollen med disse bygger blandt andet på kontraktstyring og evaluering.
En kendt forsker har betegnet disse elementer som et af fundamenterne for konkurrencestaten.
Organisatorisk bygger NPM på strategisk ledelse og mål- og rammestyring i stedet for detailstyring. Fortalerne for New public management mener, at den større markedsorientering i den offentlige sektor vil føre til en mere omkostningseffektiv forvaltning uden væsentlige negative konsekvenser for andre af forvaltningens mål og overvejelser. I udgangspunktet var den grundlæggende antagelse, at den offentlige sektor var forvokset, dårligt ledet og for bureaukratisk og ineffektiv.

## Kritik
Kritikerne af New public management mener, at systemet i virkeligheden skaber stress, teknokrati og overvejende fungerer som et bidrag til en global neoliberal tendens. Ifølge kritikerne skyldes systemets succesfulde korstog i den vestlige verden fortalernes evne til at fremstille effektivitet som vigtigere end grundlæggende demokratiske rettigheder og kollegialt sammenhold.
Siden slutningen af 2000'erne har der fra videnskabelig side og i den offentlige administration været tiltagende modstand mod brug af New public management. Den stigende modstand skyldes ikke mindst den erfaring, at man på mange arbejdspladser mister sammenhængskraft som følge af NPM-modellernes måleredskaber og incitamentstrukturer. Det gælder eksempelvis i politiet, hvor NPM-modellerne ifølge kritikerne forhindrer reelt politiarbejde, da der i alle enheder er fokus på, hvor mange bøder, der udskrives frem for at sikre opretholdelsen af offentlig orden gennem forebyggelse, efterforskning og forfølgelse af kriminalitet samt konflikthåndtering. Dermed bliver antallet af bøder det centrale parameter for betjentene.
Ifølge en vurdering af forskerne Christopher Hood og Ruth Dixon, baseret på statistisk analyse af konsekvenserne af indførelse af NPM-reformer i Storbritannien, har New public management givet lavere kvalitet og mindre effektiv offentlig forvaltning.

### Den danske variant
I Danmark introducerede Regeringen Poul Schlüter I indførelsen af nye økonomistyrings-, regnskabs- og budgetstyringssystemer i Moderniseringsprogrammet 1983.
"Siden 1983 har den offentlige sektor lagt ryg til en lang række nye programmer og projekter, der af skiftende regeringer skulle sikre en modernisering og effektivisering. Nyrup-regeringen præsenterede i 1993 "Nyt syn på den offentlige sektor", Fogh-regeringen relancerede begrebet i 2002 med "Moderniseringsprogram: Med borgeren ved roret" og fortsatte med "Kvalitetsreformen" i 2006."
I april 2016 blev der udgivet et metastudie af KORA, som evaluerer disse reformer. Det viser, at der er betydelige utilsigtede virkninger af den mål- og resultatstyring, som har udgjort en central del af New public management i Danmark og andre OECD-lande.